# ليو جاجو
ليو جاجو (بالبرتغالية: Léo Gago‏) (17 فبراير 1983 في البرازيل - ) هو لاعب كرة قدم برازيلي في مركز الوسط. لعب مع أتلتيكو براغانتينو وغريميو بورتو أليغرينزي ونادي أفاي لكرة القدم ونادي بارانا ونادي بالميراس ونادي باهيا ونادي سيارا ونادي فاسكو دا غاما ونادي فورتاليزا ونادي كوريتيبا وأسوسياو أتليتيكا إنترناسيونال ‏ ونادي مينيروس الرياضي وEsporte Clube Primavera ‏ وIndependente Futebol Clube ‏ وSport Club Barueri ‏.

## وصلات خارجية
- ليو جاجو على موقع قاعدة بيانات كرة القدم.إي يو (الإنجليزية)
- ليو جاجو على موقع Soccerway.com (الإنجليزية)